# Pëtr Grigorenko
Pëtr Grigor'evič Grigorenko (in russo Пётр Григорьевич Григоренко?, in ucraino Петро Григорович Григоренко?, Petro Hryhorovyč Hryhorenko; Oblast' di Zaporižžja, 16 ottobre 1907 – New York, 21 febbraio 1987) è stato un militare e dissidente sovietico.

## Biografia
Nato nel 1907 in un villaggio dell'Oblast' di Zaporižžja, nell'Ucraina meridionale,
in una famiglia contadina, riuscì nonostante la povertà a studiare. Leninista, frequentò l'Accademia militare di Leningrado e restò fedele al regime comunista dell'Unione sovietica anche quando, negli anni trenta, ebbe notizia della grande carestia indotta nella sua Ucraina (Holodomor), costata la vita a milioni di contadini. Fedele alla versione del partito, attribuì il disastro alla corruzione di qualche funzionario.
Nel 1937 entrò nell'Accademia dello Stato maggiore a Mosca, rimanendo fedele a Stalin nonostante le Grandi purghe, al culmine proprio in quell'anno, e perfino al coinvolgimento di suo fratello. durante la Seconda guerra mondiale combatté con i gradi di tenente colonnello e, dopo la vittoria, divenne docente alla prestigiosa Accademia Militare Frunze. Nel 1953 visse la morte di Stalin come una tragedia personale, aggravata poco più tardi dalle rivelazioni fatte dal nuovo segretario del Pcus, Nikita Chruščёv, al XX Congresso del partito, nel 1956.
Promosso generale nel 1959, visse tuttavia una profonda crisi della sua adesione al comunismo, soprattutto dopo l'incontro con alcuni reduci dei gulag. Nel dicembre del 1961 intervenne in una pubblica assemblea a Mosca e criticò la linea del partito. Ricevette per questo numerose attestazioni di stima, ma anche una valutazione come politicamente immaturo e inviato, per questo, in Estremo Oriente. Laggiù la sua frattura con il regime si approfondì tanto che, tornato a Mosca, scrisse e distribuì sette volantini anonimi. Arrestato il 1º febbraio 1964, venne dichiarato incapace di intendere e volere e rinchiuso nella prigione di Lefortovo.
In carcere si rese conto che era necessario evolvere la sua lotta da una forma anonima a una pubblica, che si ripromise di seguire da lì in poi; ritrovò anche la fede ortodossa della sua infanzia, abbandonata durante gli anni della sua adesione al comunismo. Dal carcere l'ex generale, degradato a soldato semplice, passò all'internamento in un ospedale psichiatrico prima di essere liberato grazie al nuovo corso inaugurato dalla dirigenza brežneviana. Divenuto ormai un punto di riferimento per i giovani contestatori del regime, da Aleksandr Ginzburg a Jurij Galanskov a Vladimir Bukovskij, nel 1967 tenne lezioni, non ufficiali ma da loro organizzate in università, sulla Seconda guerra mondiale, dove smontava i miti propagandistici sovietici. Oramai dissidente a pieno titolo - i suoi scritti circolavano nel samizdat - nel 1969 venne nuovamente arrestato e internato in manicomio. Liberato soltanto nel 1974, riprese la sua attività di dissenso partecipando alla costituzione del Gruppo Helsinki di Mosca per la difesa dei diritti umani. Nel 1977 si recò negli Stati Uniti per ricevere cure mediche e il regime colse l'occasione per privarlo della nazionalità.
Il 28 aprile 1980 Grigorenko tenne una conferenza stampa a Parigi per il suo nuovo libro, Mémoires, prefazione di Pierre Daix, traduzione dal russo di Denis Authier e Pierre Grazimis (Paris, Presses de la Renaissance, 1980).
Morì a New York nel 1987 all'età di 79 anni.

## Pubblicazioni
- Der sowjetische Zusammenbruch 1941, Frankfurt, Possev Verlag, 1969;
- Stalin e la seconda guerra mondiale, Milano, Sugar, 1970;
- Sokrytie istoričeskoj pravdy, prestuplenie pered narodom: pisʹmo v redakciju žurnala "Voprosy istorii KPSS", London, Ontario, 1971;
- L'opposizione comunista in URSS: lettera inedita di P. Grigorenko, stampa a cura dei Gruppi comunisti rivoluzionari, Torino, Quarta internazionale, 1973;
- Mysli sumasšedšego: izbrannye pisʹma i vystuplenija, Amsterdam,  Fond im. Gercena, 1973;
- The Grigorenko papers: writings by general P.G. Grigorenko and documents on his case; introduction by Edward Crankshaw, London, Hurst, 1976;
- Sbornik statej, New York, Hronika, 1977;
- V podpole mozno vstretit tolko krys... , Nju Jork, Detinec, 1981;
- Memoirs; translated by Thomas P. Whitney, New York-London, Norton and company, 1982.